# Wei Sijia
Wei Sijia (chinesisch 魏思佳, Pinyin Wei Sijia; * 5. Dezember 2003) ist eine chinesische Tennisspielerin.

## Karriere
Wei, die im Alter von sechs Jahren mit dem Tennissport begann, bevorzugt Hartplätze. Sie spielt vor allem Turniere der ITF Women’s World Tennis Tour, wo sie bereits zehn Titel im Einzel und 11 im Doppel gewinnen konnte.

## Turniersiege

### Einzel
| Nr. | Datum              | Turnier        | Kategorie | Belag             | Finalgegnerin         | Ergebnis       |
| --- | ------------------ | -------------- | --------- | ----------------- | --------------------- | -------------- |
| 1.  | 26. Juni 2022      | Monastir       | ITF W15   | Hartplatz         | Eri Shimizu           | 6:3, 6:3       |
| 2.  | 7. August 2022     | Monastir       | ITF W15   | Hartplatz         | Yao Xinxin            | 4:6, 7:63, 6:4 |
| 3.  | 4. September 2022  | Monastir       | ITF W15   | Hartplatz         | Bai Zhuoxuan          | 6:1, 6:4       |
| 4.  | 11. September 2022 | Monastir       | ITF W15   | Hartplatz         | Li Zongyu             | 6:3, 6:1       |
| 5.  | 2. Oktober 2022    | Monastir       | ITF W15   | Hartplatz         | Yao Xinxin            | 6:3, 6:2       |
| 6.  | 9. Oktober 2022    | Monastir       | ITF W15   | Hartplatz         | Kyoka Kubo            | 6:2, 6:0       |
| 7.  | 5. März 2023       | Joué-lès-Tours | ITF W25   | Hartplatz (Halle) | Bai Zhuoxuan          | 6:4, 7:65      |
| 8.  | 7. April 2024      | Kashiwa        | ITF W50   | Hartplatz         | Lee Ya-hsuan          | 6:1, 7:5       |
| 9.  | 21. Juli 2024      | Tianjin        | ITF W35   | Hartplatz         | Hina Inoue            | 64:7, 6:2, 6:3 |
| 10. | 4. August 2024     | Lexington      | ITF W75   | Hartplatz         | Mananchaya Sawangkaew | 7:5, 6:4       |

### Doppel
| Nr. | Datum            | Turnier  | Kategorie | Belag             | Partnerin              | Finalgegnerinnen                        | Ergebnis         |
| --- | ---------------- | -------- | --------- | ----------------- | ---------------------- | --------------------------------------- | ---------------- |
| 1.  | 14. Mai 2022     | Monastir | ITF W15   | Hartplatz         | Kristina Paskauskas    | Liu Fangzhou Wang Meiling               | 6:3, 7:64        |
| 2.  | 21. Mai 2022     | Monastir | ITF W15   | Hartplatz         | Yao Xinxin             | Mei Hasegawa Chihiro Takayama           | 6:1, 6:1         |
| 3.  | 28. Mai 2022     | Monastir | ITF W15   | Hartplatz         | Yao Xinxin             | Valeria Koussenkova Milana Schabrailowa | 6:3, 6:3         |
| 4.  | 4. Juni 2022     | Monastir | ITF W15   | Hartplatz         | Kristina Paskauskas    | Ashmitha Easwaramurthi Mei Hasegawa     | 6:1, 6:2         |
| 5.  | 11. Juni 2022    | Monastir | ITF W15   | Hartplatz         | Yao Xinxin             | Abigail Amos Arabella Koller            | 6:0, 6:1         |
| 6.  | 25. Juni 2022    | Monastir | ITF W15   | Hartplatz         | Yao Xinxin             | Yuka Hosoki Eri Shimizu                 | 6:3, 6:3         |
| 7.  | 23. Juli 2022    | Monastir | ITF W15   | Hartplatz         | Priska Madelyn Nugroho | Back Da-yeon Jeong Bo-young             | 6:4, 6:1         |
| 8.  | 30. Juli 2022    | Monastir | ITF W15   | Hartplatz         | Priska Madelyn Nugroho | Anastassija Gurjewa Michaela Laki       | 6:2, 4:6, [10:5] |
| 9.  | 15. Oktober 2022 | Monastir | ITF W60   | Hartplatz         | Priska Madelyn Nugroho | Isabelle Haverlag Suzan Lamens          | 6:3, 6:2         |
| 10. | 29. Oktober 2022 | Monastir | ITF W15   | Hartplatz         | Elena Milovanović      | Feryel Ben Hassen Gina Feistel          | 6:4, 6:1         |
| 11. | 10. Juni 2023    | La Marsa | ITF W40   | Hartplatz (Halle) | Marija Kosyrewa        | Kateryna Wolodko Hiroko Kuwata          | 5:7, 6:4, [10:6] |